# Amara crassipina
Amara crassipina är en skalbaggsart som beskrevs av Jules Putzeys. Amara crassipina ingår i släktet Amara och familjen jordlöpare. Inga underarter finns listade i Catalogue of Life.